# Franciscaines de l'Immaculée Conception de Florence
Les Franciscaines de l'Immaculée Conception de Florence forment une congrégation religieuse enseignante et hospitalière de droit pontifical.

## Histoire
En 1876, certaines filles de la paroisse de San Mauro a Signa (frazione de Signa) font part de leur désir de vie religieuse à leur curé, le Père Olinto Fedi (1841-1923), qui les inscrit dans le Tiers-Ordre franciscain. La communauté est visitée le 3 mai 1884 par Bernardin de Portogruaro (it), ministre général des franciscains et le 28 janvier suivant, huit jeunes filles prennent l'habit religieux. 
L'institut est agrégé à l'ordre des frères mineurs le 5 octobre 1922 ; il reçoit le décret de louange le 8 mars 1938 et l'approbation définitive le 8 juillet 946 par le pape Pie XII.

## Activités et diffusion
Les sœurs se consacrent à l'enseignement et au soin des orphelins.
La maison-mère est à Florence.
En 2017, la congrégation comptait 98 sœurs dans 16 maisons.